# Giménez Malla Boldog Ceferino
Giménez Malla Boldog Ceferino (Ceferino Giménez Malla; cigány nevén El Pelé (Kopasz); Benavent de Segrià, 1861. augusztus 26. – Barbastro, 1936. augusztus 9.) spanyolországi cigány lókereskedő. Mélyen vallásos meggyőződése miatt a republikánusok kivégezték a  spanyol polgárháború idején. Mártírhalála okán II. János Pál pápa boldoggá avatta. El Pelére mint a cigányok patrónusára emlékezik a római katolikus egyház.

## Élete
Ceferino Giménez Malla 1861. augusztus 26-án született egy vándor életmódot folytató lókereskedő családban, Benavent de Segrià közelében, Lleida (Lérida) tartományban. Ceferino folytatta apja mesterségét, és negyvenes éveiig ő maga is nomád életet élt.
Tizennyolc évesen a roma hagyományok szerint megnősült, de 1912-ben házasságát Teresával templomban is szentesítette. Ekkor telepedtek le, Huesca tartományban, Barbastro városában vettek házat. Saját gyermekük nem született, ezért Teresa unokahúgát, az árván maradt Pepitát vették magukhoz. El Pelé szívesen segített más rászoruló cigány és spanyol gyermekeken is. Bár olvasni nem tudott, a Bibliát mégis jól ismerte, bibliai történetekre és az Evangélium tanítására oktatta őket. Egy alkalommal az utcán összeesett súlyos fertőző beteg életét mentette meg azzal, hogy dacolva a fertőzéstől való félelemmel orvoshoz segítette. A meggyógyult, aki történetesen a korábbi polgármester volt, későbbiekben nagy segítséget nyújtott boldog Ceferino számára.
Egy ízben lopás vádjával börtönbe zárták. Ott fogadalmat tett a Szűzanyának, hogy ha kiszabadul, térden állva zarándokol el az egyik kegyhelyre. Ártatlansága hamarosan tisztázódott, és miután kiengedték, El Pelé teljesítette a fogadalmát.
Mélyen vallásos életet élt, naponta járt misére, rendszeresen imádkozta a rózsafüzért. Teresa halála után a ferences harmadrendbe is belépett.
A spanyol polgárháborúban meg akarta menteni egy pap életét. A cigányok közt elterjedt legenda szerint megkérdezték tőle, hogy van-e fegyvere, azt mondta, hogy „Igen, van!” és elővette a rózsafüzért. Emiatt őt is bebörtönözték. Kb. két hét múlva, ítélet nélkül a papokkal és más világi hívővel együtt valószínűleg 1936. augusztus 9-én hajnalban végezték ki a kommunisták. Utolsó szavai ezek voltak: „Éljen Krisztus Király!”

## Kultusza
Ceferino Giménez Mallát II. János Pál pápa 1997. május 4-én, az első roma származású emberként, negyvenezer hívő jelenlétében boldoggá avatta. Boldog Ceferino a romák patrónusa.
Kultuszának most kezdenek kialakulni a formái. Emléknapja hivatalosan május 4., boldoggá avatásának napja, de meg szoktak rá emlékezni augusztus 9-én, halálának napján, valamint utolsó szavai okán Krisztus Király ünnepén is.
El Pelének természetszerűleg fontos szerepe van a római katolikus egyház cigánypasztorációs gyakorlatában. Mivel életében gyakran használta és letartóztatásában „a bűnjel”, a zsebében talált rózsafüzér nagy szerepet játszott, a rózsafüzér szentjeként is tisztelik. Gyakran ábrázolják kezében rózsafüzérrel. Tisztelete a börtönviseltek védőszentjeként is elterjedt, mivel ártatlanul megvádolva fogva tartották. A szlovákiai Bártfán templomot szenteltek tiszteletére, amely a világ első boldog Ceferinoról elnevezett temploma. A magyar katolikus templomokban Kosztics László szobrát, illetve egy, az eredeti fényképéről készült festményt, Kislégi Nagy Ádám alkotását szokták elhelyezni róla. Képmása szerepel még a decsi templom szentélyének freskóján. Magyarországon a Váci Egyházmegyében működő Ceferino Ház, Komlón a Boldog Ceferino Katolikus Óvoda viseli nevét.

## Cigány tematikájú összefoglaló szócikkek
- Cigány népcsoportok
- Cigány nyelv
- Cigányok
- Cigány nemzeti jelképek
- Cigány ünnepek